# 大宮町 (静岡県)
大宮町（おおみやまち）は静岡県富士郡に存在していた町である。現在の富士宮市の中心部にあたる。

## 来歴
- 1889年（明治22年） 4月1日 - 大宮町が発足。
- 1932年（昭和7年） 4月21日 - 大宮町大火。約1200戸焼失。約7500人が被災した[1]。
- 1942年（昭和17年） 6月1日 - 富丘村と合併し市制施行し富士宮市となる。県内で7番目の市制施行で、富士郡では初である。当時（市制施行以前）の大宮町の人口規模は約2万6000人とされ[2]、富士郡の中心地であった。

## 経済

### 産業
農業
『大日本篤農家名鑑』によれば大宮町の篤農家は、「菅沼正作、池谷佐平、塩川定次郎、塩川廣作、塩川乙吉、野村徳兵衛、都築泰輔、渡邊里次郎、石川勇平、山本正造、高野久吉、塩川忠平、菅沼與五郎、深澤健三郎、佐野徳次郎、篠原久次郎、角田大逸、三宅總七、角田雄五郎、望月重太郎、久保田福次郎、米山米作、山本寅次郎、鈴木今吉、大竹義道、大井忠義、土屋勝太郎、高瀬牧太郎、小池由兵衛、角田泰三」などである。

## 文化
かつては駿河国富士郡に属しており、主に富士山本宮浅間大社の門前町としての顔を持つ。古より六斎市が行わる商業地であり、後に今川氏真により楽市令が発布された。
富士氏の根拠地でもあり、中世以降常に富士氏の影響下にあった地である。地理上駿河国と甲斐国を結ぶ地であり、中道往還が位置している。そのため、駿河と甲斐間での争いの際は、大宮は常に政治的緊張にあった。また、駿河から伊豆国へ至る街道を結ぶ場所でもあったため、宿場町としても栄えた。古より富士参詣の道者が来訪し、道者達は湧玉池で禊を行い水垢離を行ってから登拝を行った。

## 出身・ゆかりのある人物
- 望月軍四郎（九曜社、横浜倉庫各社長）